# Echinopsis densispina
Echinopsis densispina — вид кактусов из рода Эхинопсис.

## Описание
Стебель голубовато-зелёный, цилиндрический, до 2 см в диаметре, имеет 12 коротко-бугорчатых рёбер.
Радиальных колючек — 8-9, они короткие, щетинковидные, беловатые; центральных колючек — 1-2, они немного длиннее и темнее радиальных.
Цветки — до 4 см в длину и в диаметре, оранжевые или жёлтые.

## Распространение
Эндемик аргентинских провинций Жужуй и Сальта и боливийских департаментов Чукисака, Кочабамба, Потоси и Тариха.

## Синонимы
- Lobivia densispina
- Hymenorebutia densispina
- Echinopsis scoparia
- Lobivia scoparia
- Hymenorebutia scoparia
- Lobivia rebutioides
- Hymenorebutia rebutioides
- Echinopsis rebutioides
- Lobivia chlorogona
- Hymenorebutia chlorogona
- Lobivia napina
- Hymenorebutia napina